# Erysimum verrucosum
Erysimum verrucosum là một loài thực vật có hoa trong họ Cải. Loài này được Boiss. & Gaill. mô tả khoa học đầu tiên năm 1859.